# Haguenau
Haguenau (germană Hagenau) este un oraș în Franța, sub-prefectură a departamentului Bas-Rhin, în regiunea Alsacia. Aici se găsește un cimitir pentru soldații căzuți în Primul Război Mondial, unde sunt îngropați și 460 eroi români.

## Statistica Populației
| 1962   | 1968   | 1975   | 1982   | 1990   | 1999   | 2006   | 2013   |
| ------ | ------ | ------ | ------ | ------ | ------ | ------ | ------ |
| 20.457 | 22.944 | 25.147 | 26.629 | 27.675 | 32.206 | 34.891 | 34.419 |

## Obiective turistice
- Musée historique, cel mai mare muzeu din regiunea Bas-Rhin exceptând Straßburg-ul. A fost construit între 1900-1905 în stil neo-renascentist. Muzeul conține un set de mărturii istorice legate de oraș și de regiunea aferentă începând din perioada preistorică până în zilele noastre.[4]
- Musée alsacien, aflat în clădirea renascentistă a fostei Cancelarii
- Biserica cu arhitectură romanică și gotică Saint-Georges
- Biserica cu arhitectură gotică și decorațiuni baroc Saint-Nicolas
- Resturile sistemului de fortificații medieval care apăra orașul: Porte de Wissembourg, Tour des Pêcheurs, Tour des Chevaliers
- Fântânile medievale: Fântâna Sf. Gheorghe (din evul mediu), Fântâna albinelor (din sec. al XVIII-lea), Fântâna Delfinului (1825)
- Teatrul municipal, construit între 1842–1846
- Vechea moară de apă
- Vama medievală Ancienne douane
- Construcțiile baroc din sec. al 18 -lea

Haguenau
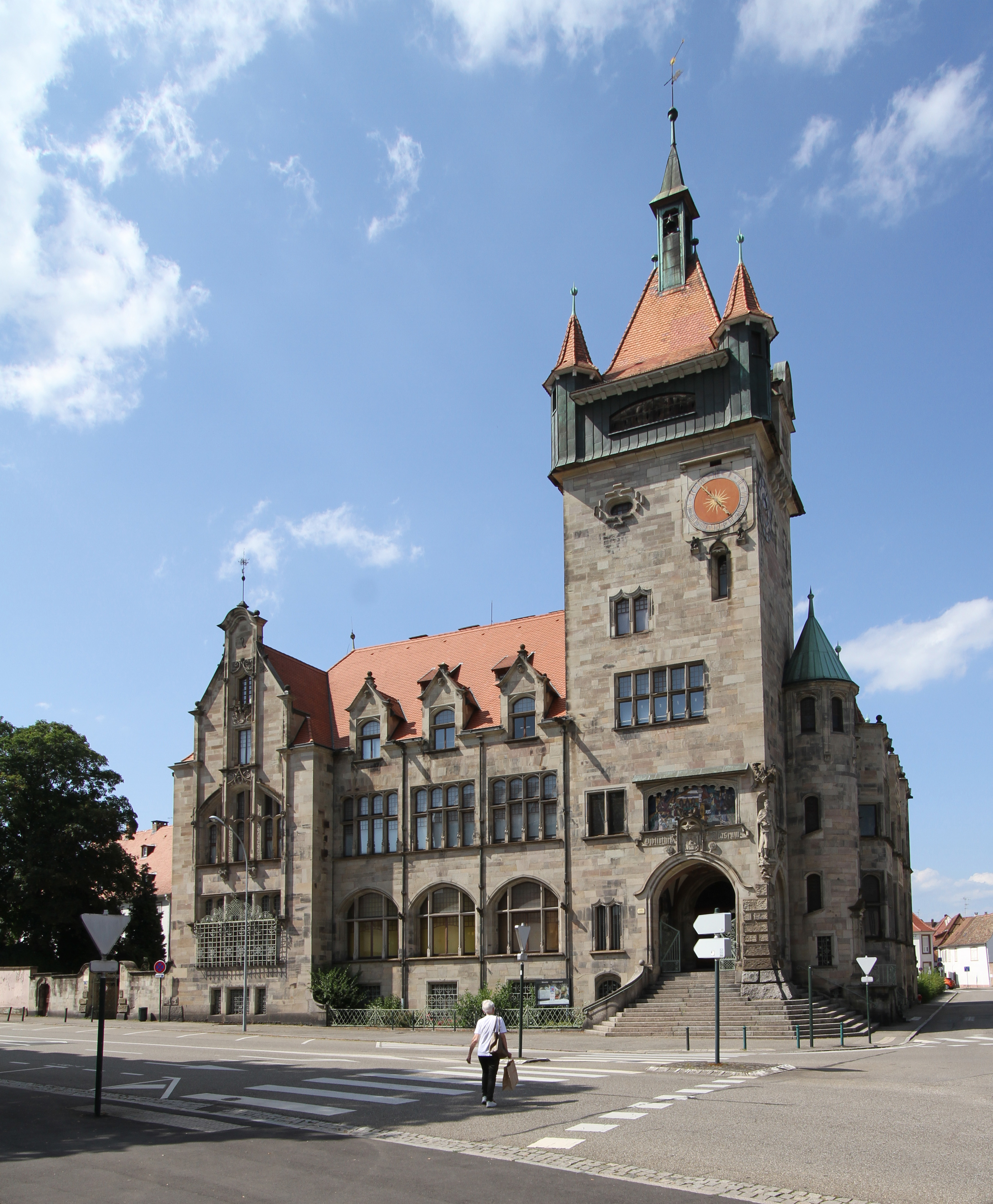
Musée historique
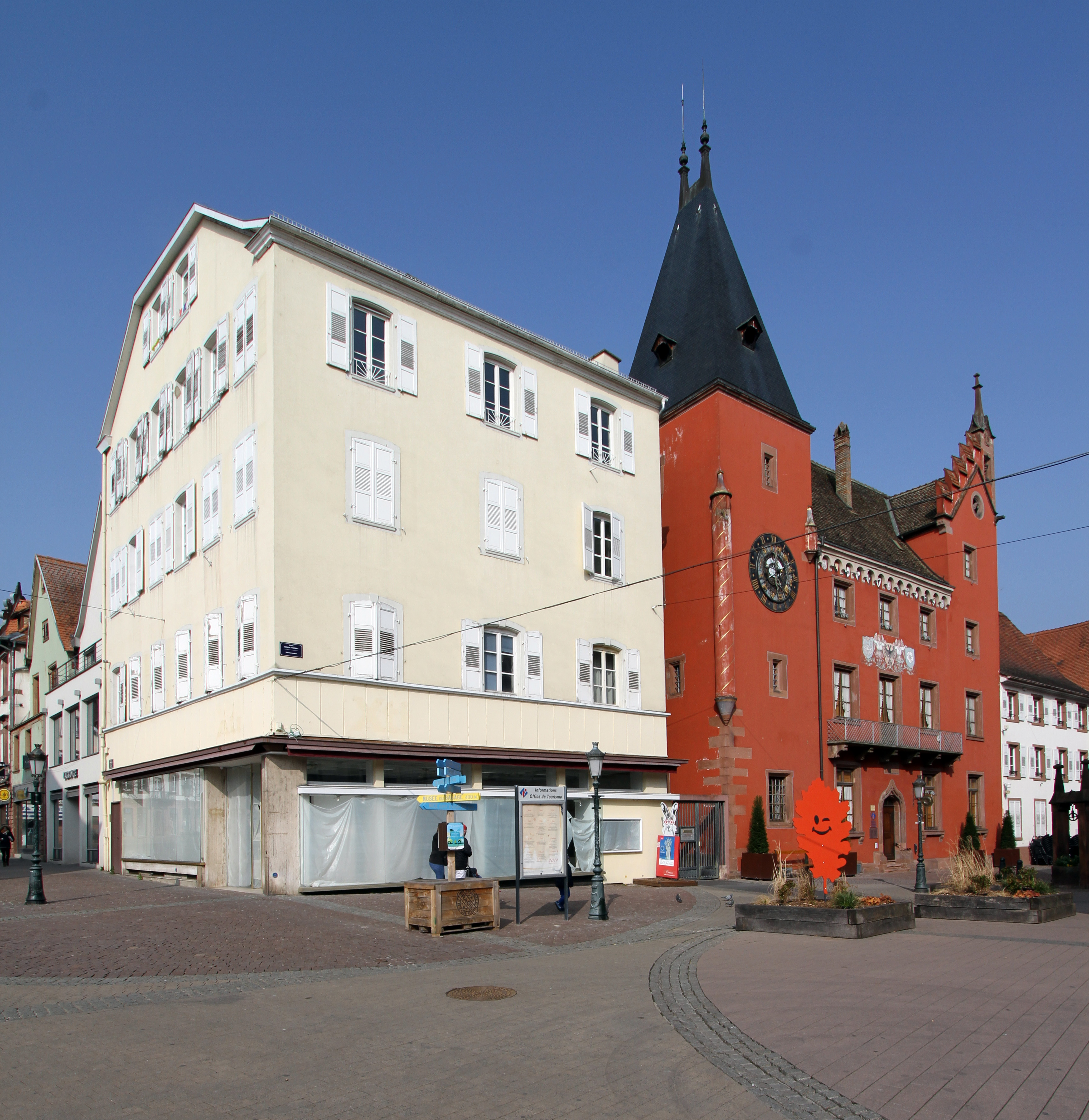
Musée alsacien
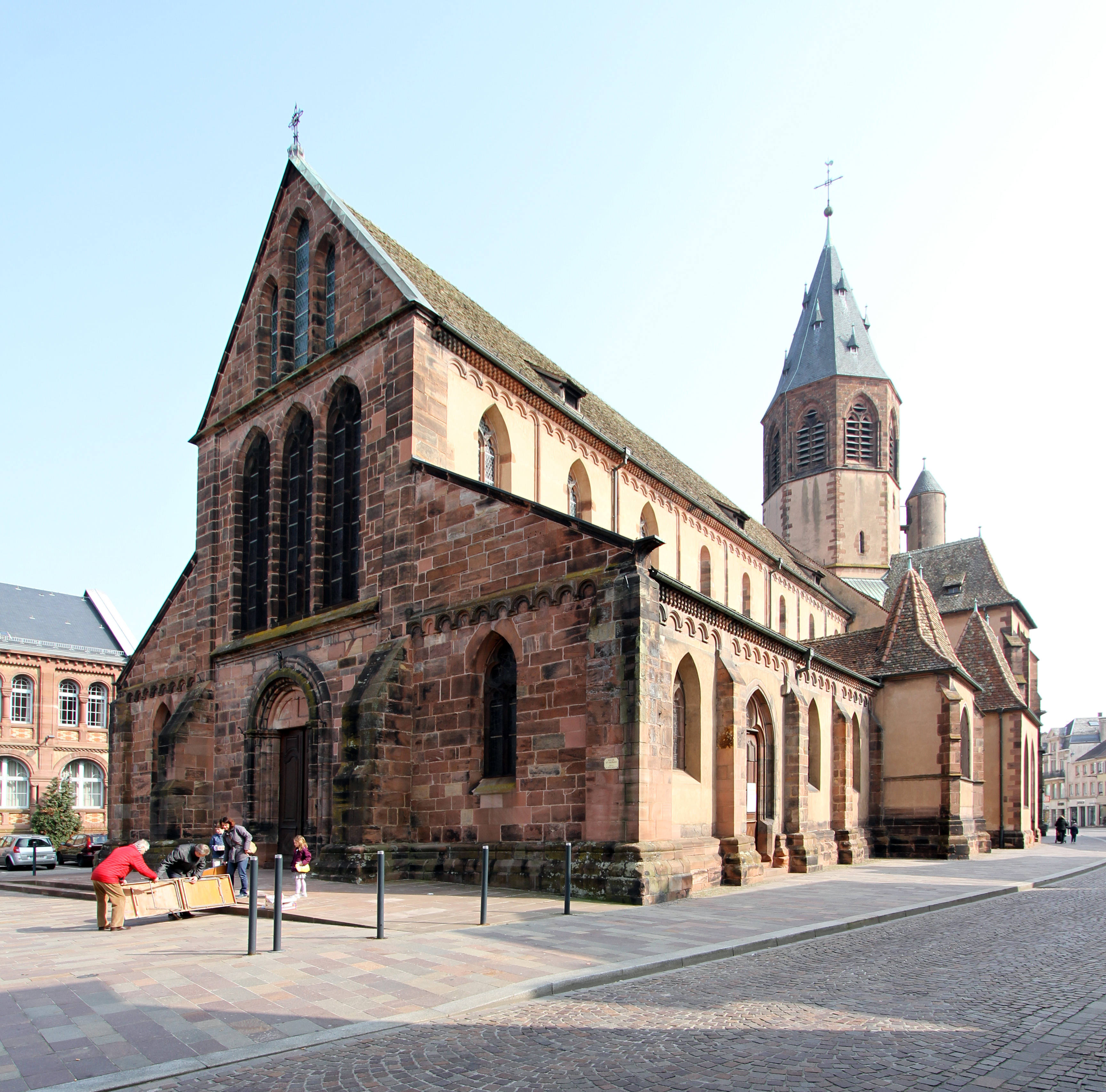
Saint-Georges
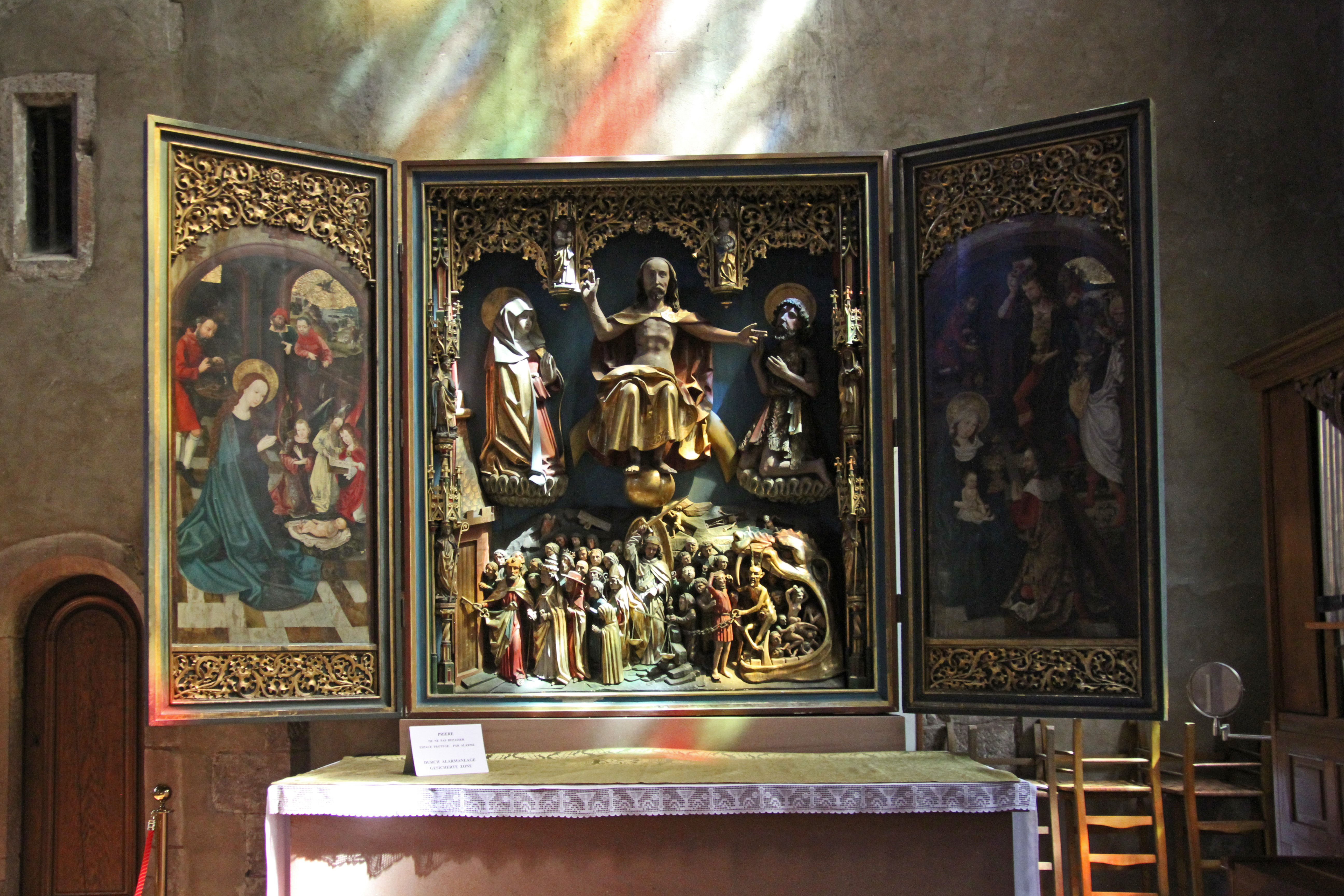
Saint-Georges
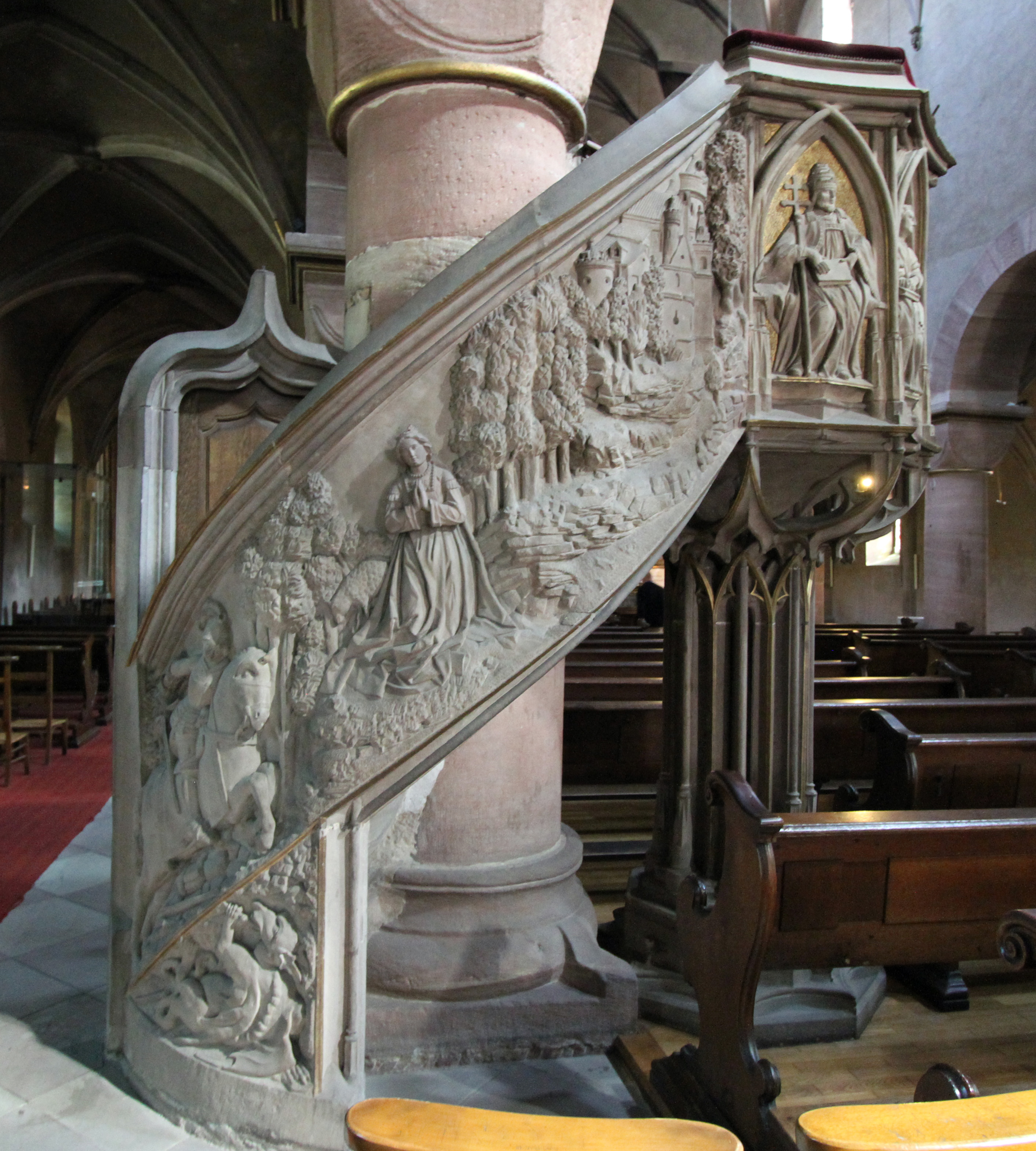
Saint-Georges
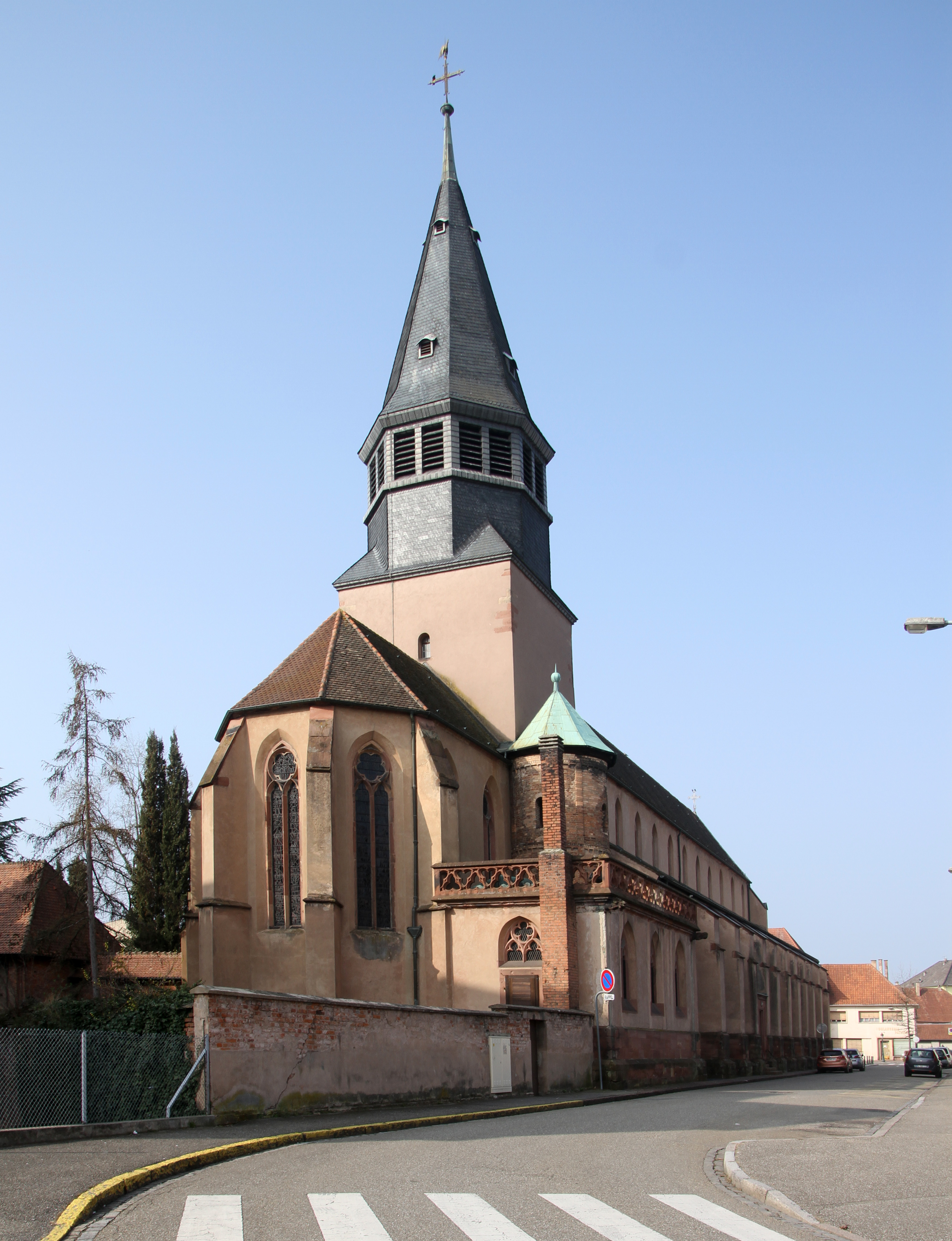
Saint-Nicolas
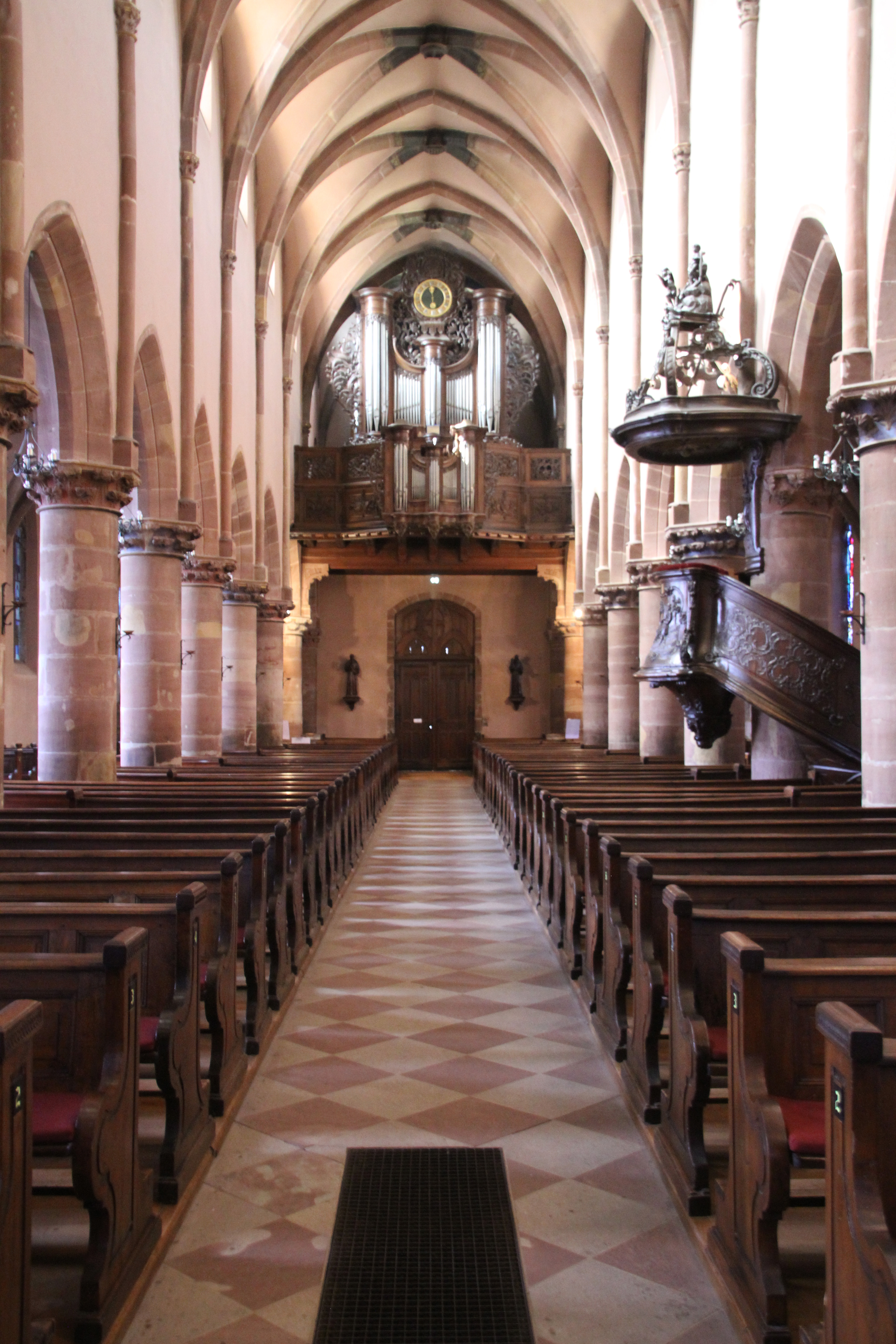
Saint-Nicolas
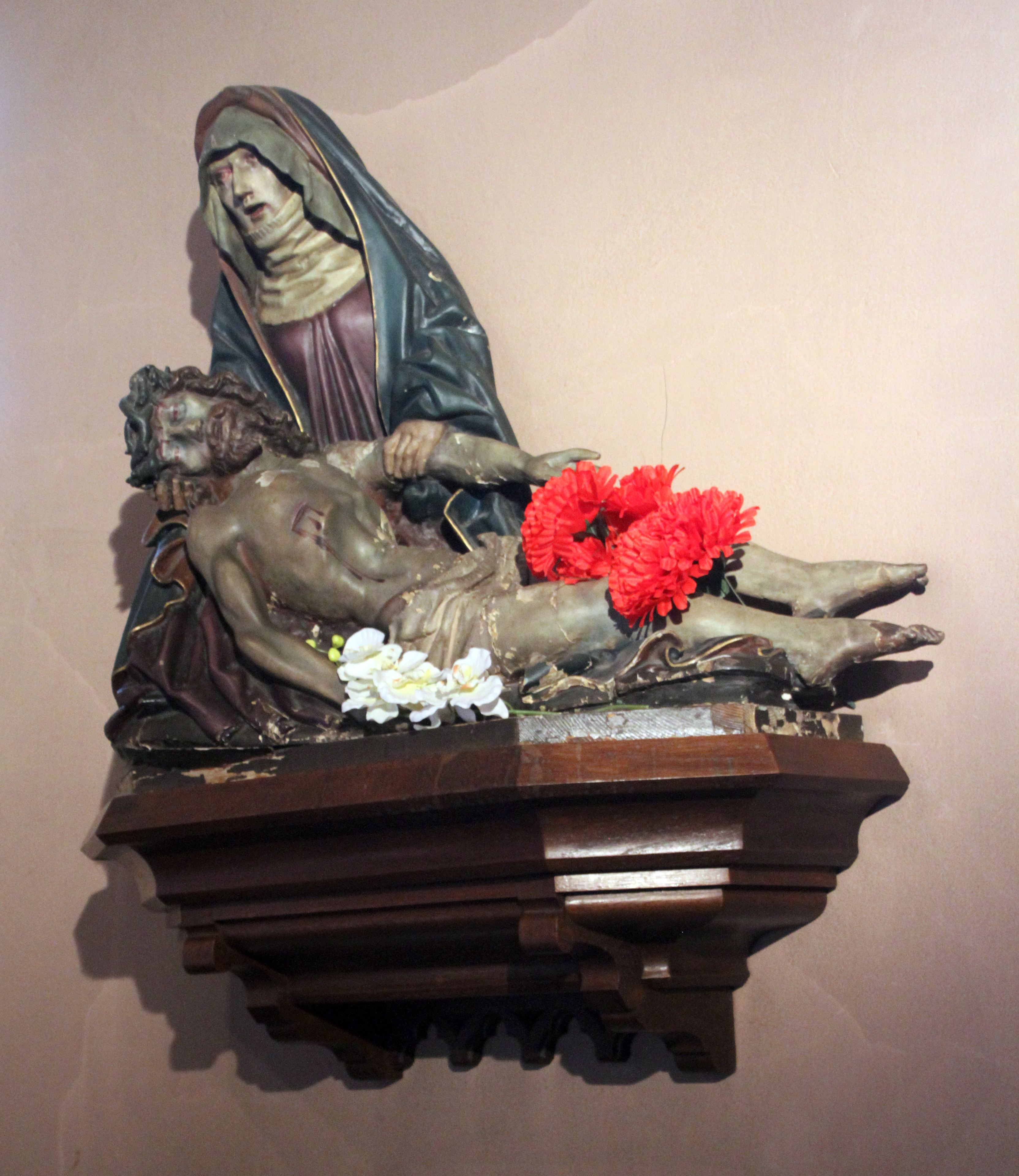
Saint-Nicolas
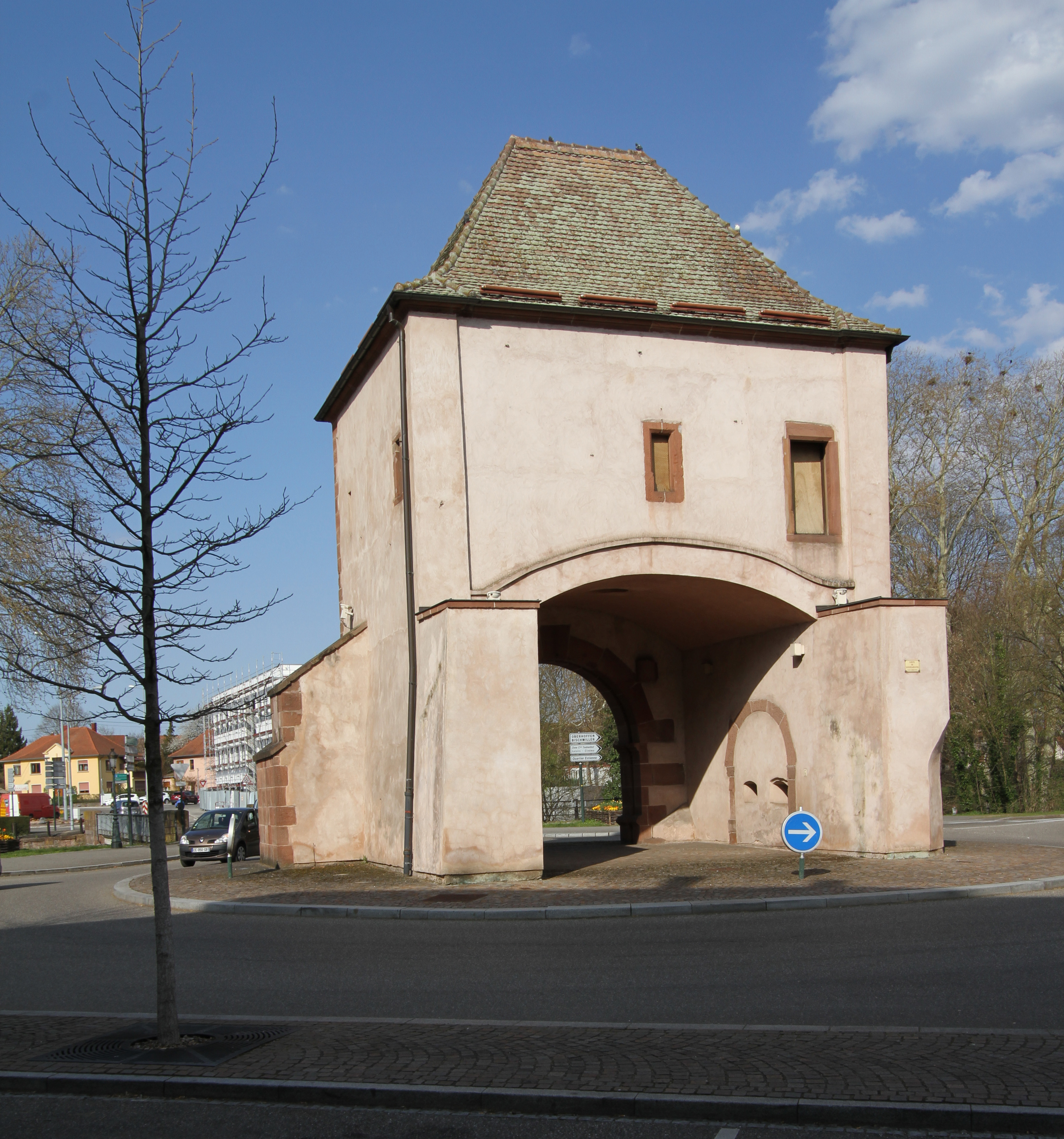
Porte de Wissembourg
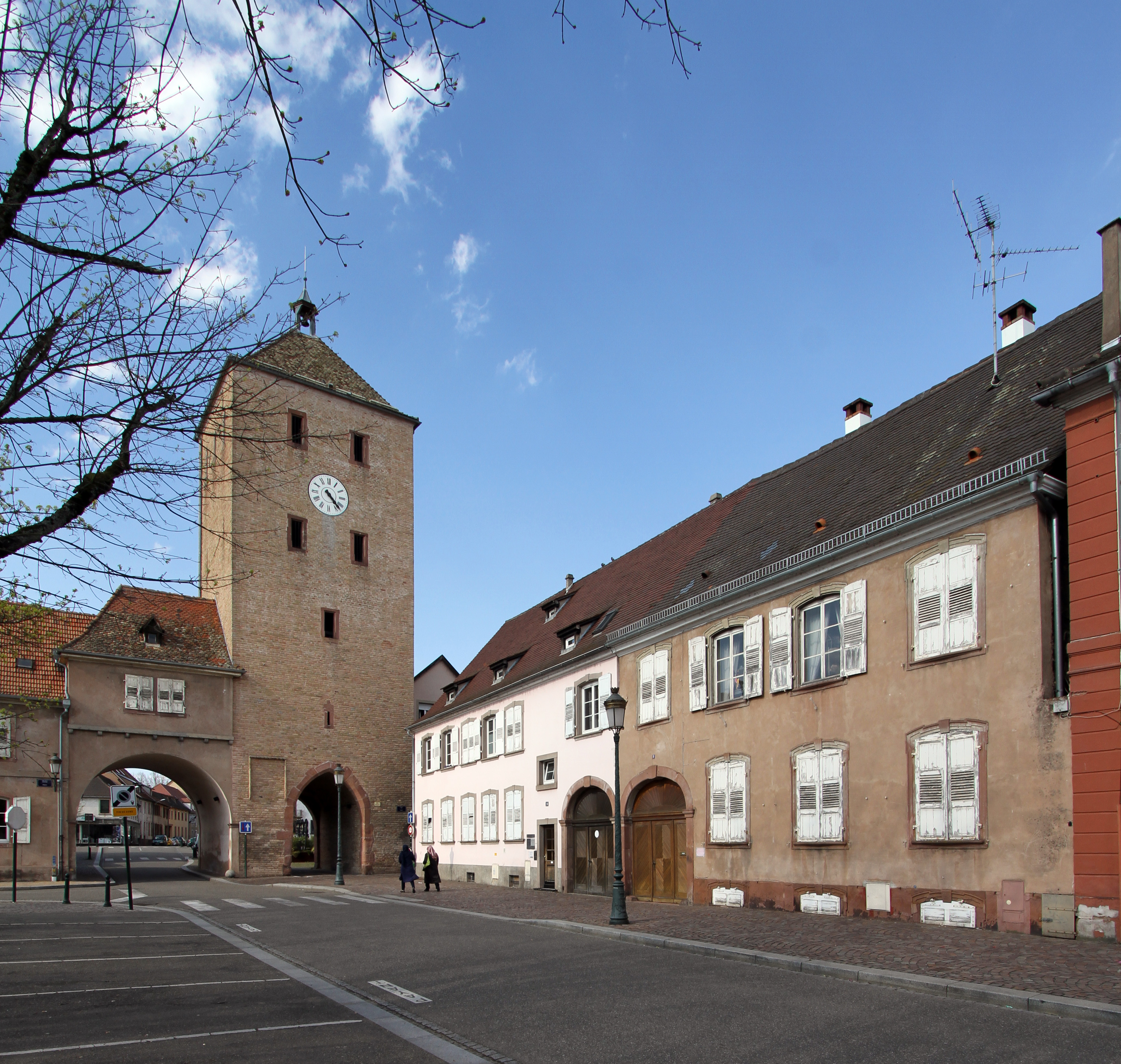
Tour des Chevaliers
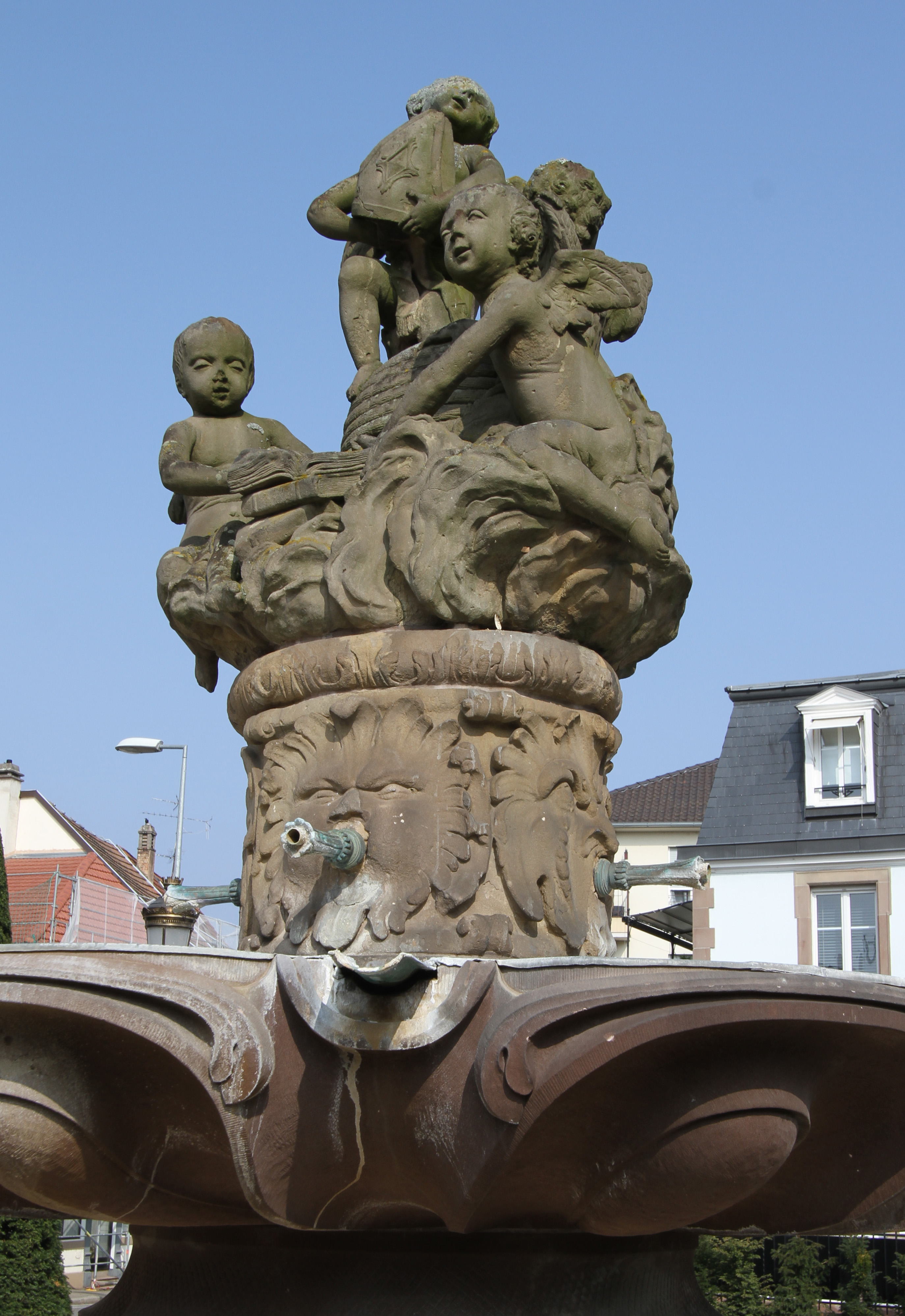
Fântâna albinelor
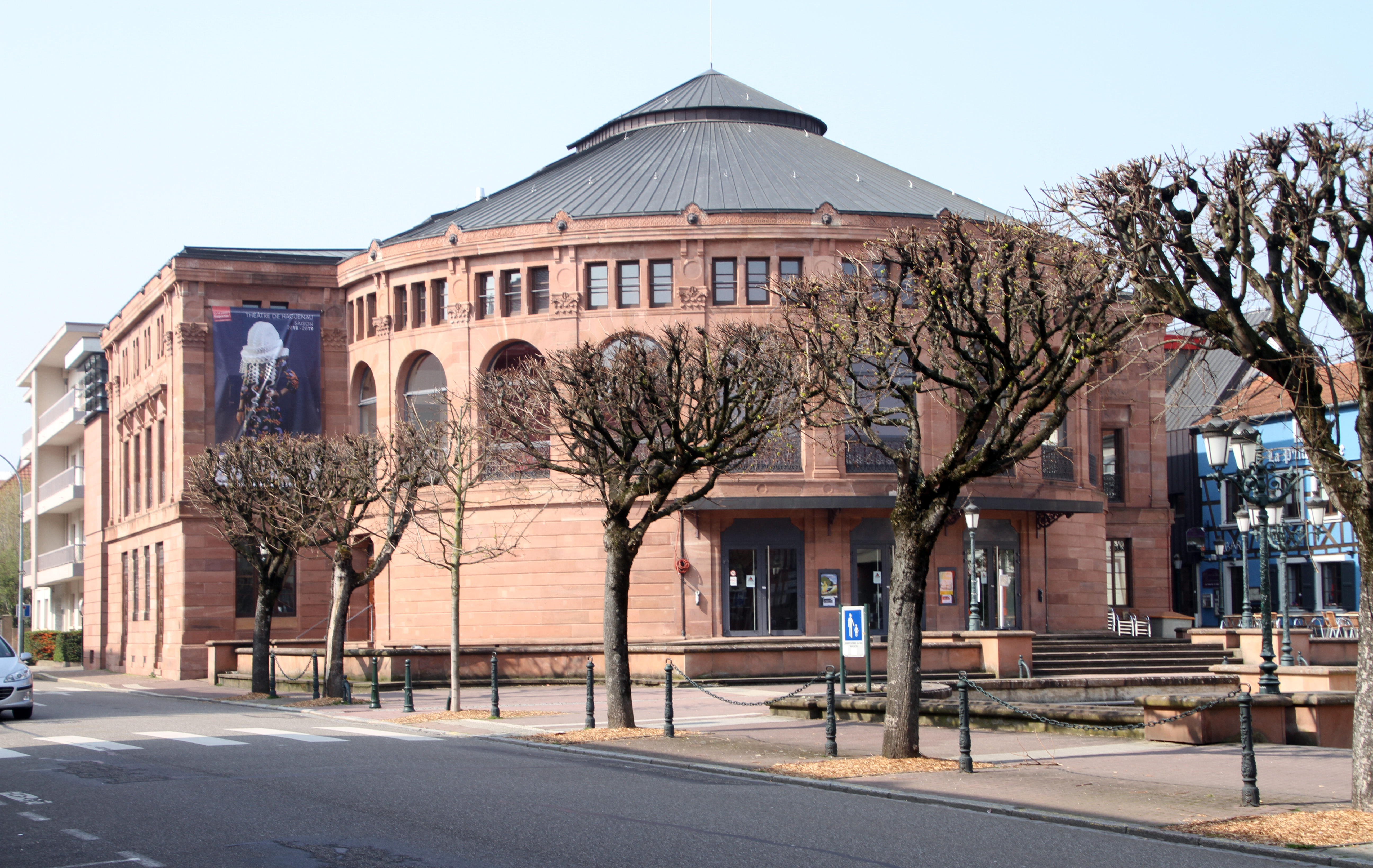
Teatrul municipal
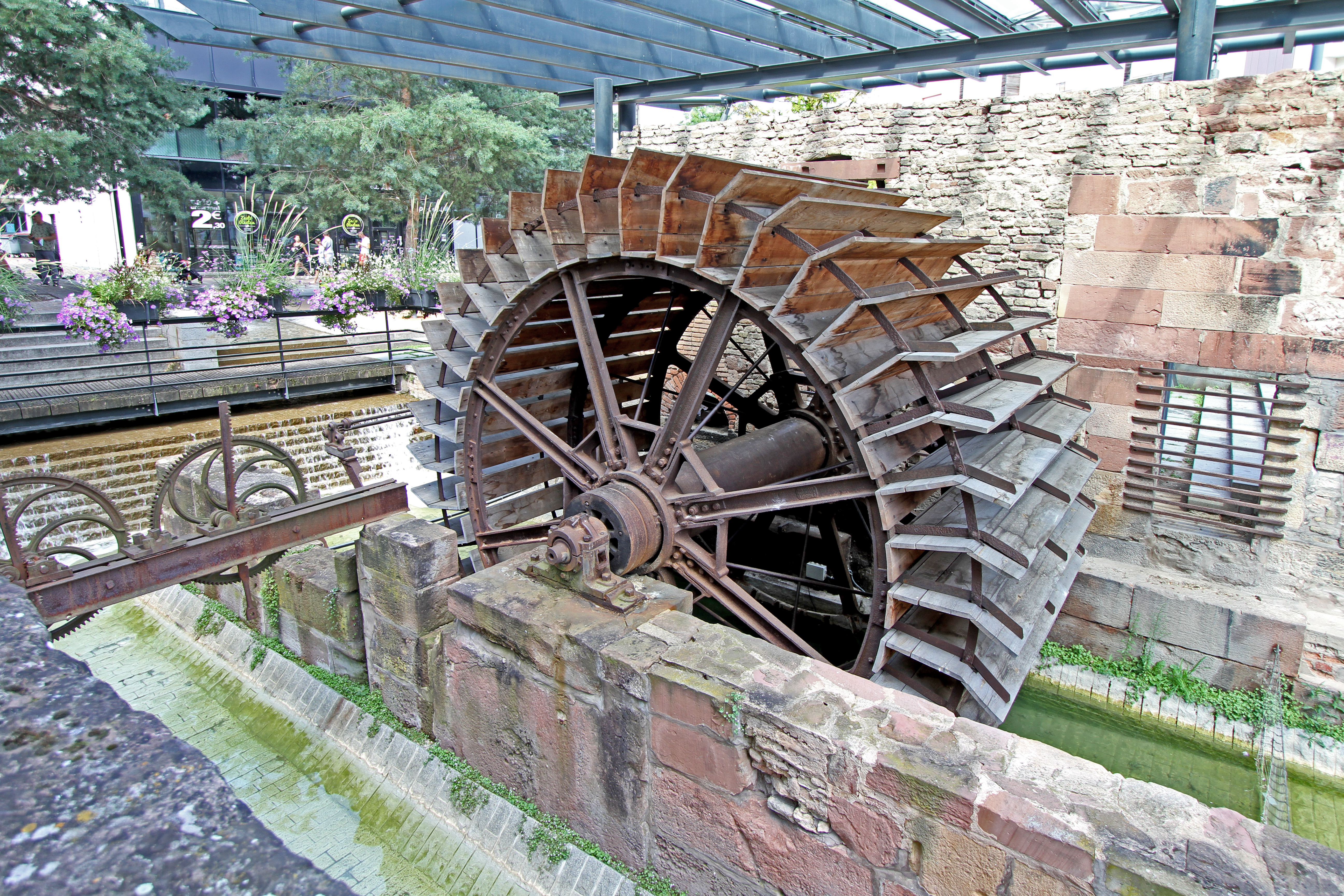
Vechea moară de apă